# Kostel svatého Jiří (Přimda)
Kostel svatého Jiří stojí v centru na východním okraji náměstí Republiky ve městě Přimda. Město stojí na úpatí kopce, na kterém se nachází zřícenina románského hradu Přimda. Díky jeho strategickému umístění se jednalo o významnou pohraniční pevnost, která stála na cestě mezi Prahou, Plzní a Horní Falcí. Hrad sloužil také jako vězení, ve kterém byl mimo jiné vězněn roku 1249 Přemysl Otakar II., po neúspěšné vzpouře proti otci Václavovi I. První písemná zmínka o kostele v Přimdě pochází z roku 1384.

## Stavební fáze

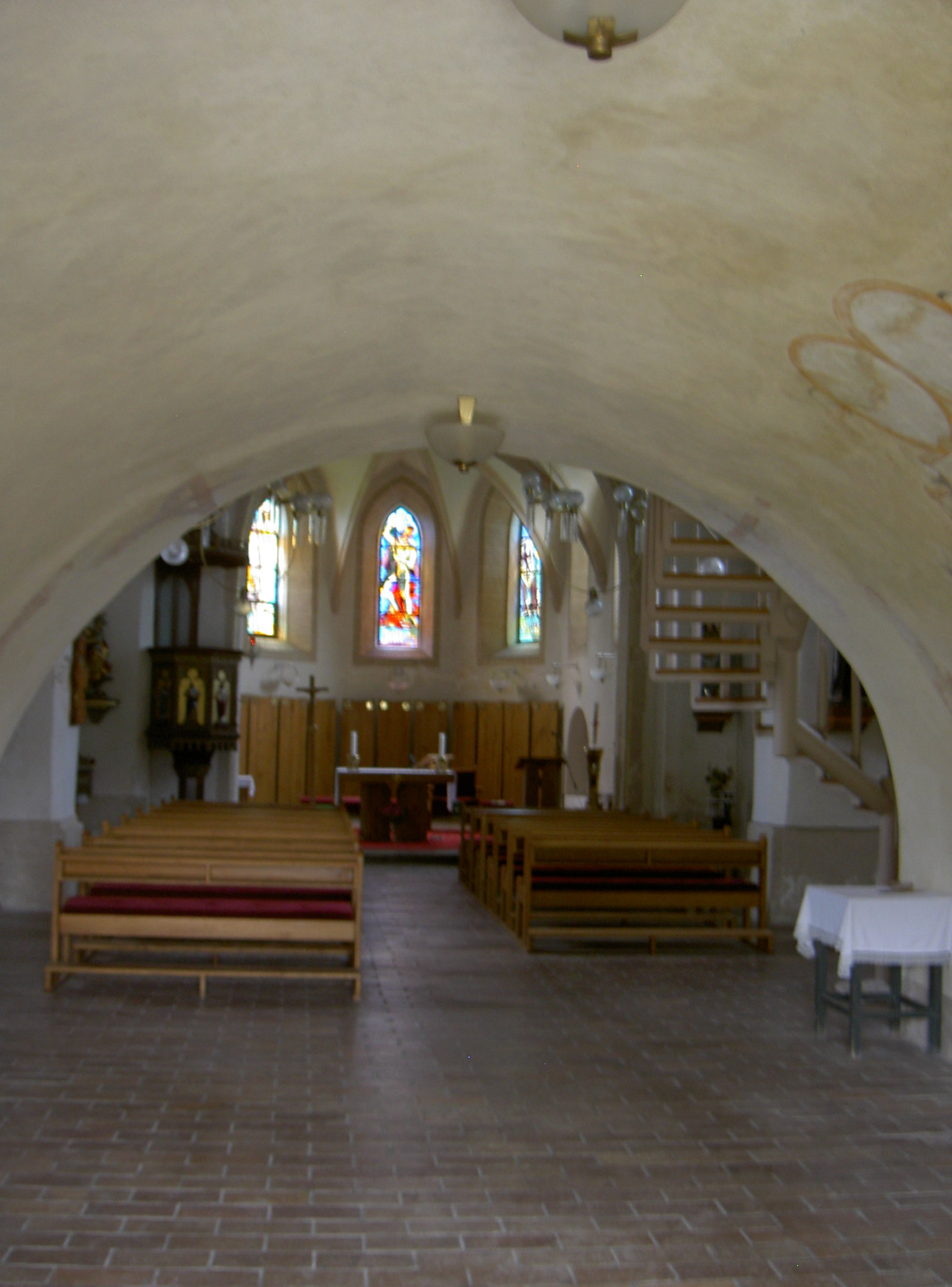
Interiér kostela

Původně románská stavba, ze které se dochovalo obvodové zdivo lodi, prošla přibližně v 1. polovině 14. století gotickou přestavbou. Ze 14. století pochází vystavěný presbytář s opěráky a křížovou žebrovou klenbou, vítězný oblouk, sakristie a okna lodi. Rok 1429 je spojen s požárem, jenž byl pravděpodobně způsoben vypleněním města husity. Kolem roku 1500 prošla kostelní loď rekonstrukcí a k jejímu průčelí byla vystavěna hranolovitá pozdně gotická věž. Poté zřejmě následovalo zvýšení lodi a presbytáře spolu se zaklenutím lodi. Jedna z nejrozsáhlejších úprav proběhla v letech 1824–1826, kdy vzniklo zastřešení věže. Během druhé světové války bylo město bombardováno a došlo tak k požáru, který poničil celý kostel. Na konci 20. století prošel kostel sv. Jiří rozsáhlou rekonstrukcí, při které došlo k obnovení střechy, po vzoru podoby, kterou měla před požárem.

## Stavební podoba
Jednolodní obdélný kostel s nepravidelně polygonálním závěrem presbytáře, který je zaklenutý křížovou žebrovou klenbou a paprskovými žebry v závěru. Z vnější strany je presbytář doplněný opěrnými pilíři, které jsou posazeny mezi lomenými okny. K presbytáři se na severní straně napojuje sakristie s valenou klenbou, která byla k presbytáři dodatečně přistavěná. Loď kostela je připojená k presbytáři vítězným obloukem. Na jižní stranu lodi navazuje předsíň, která je čtvercového půdorysu. Kruchta je položena na západní stěně kostela a je zaklenuta valenou klenbou. Do výšky pěti pater stojí na západní straně mohutná hranolovitá věž, která je i dnes dominantou kostela.